# Puchar Świata w Lekkoatletyce 2006
10. Puchar Świata w Lekkoatletyce – dziesiąta edycja lekkoatletycznego pucharu świata odbyła się na stadionie olimpijskim w Atenach. Zawody odbyły się między 16 a 17 września, a ich głównym organizatorem było International Association of Athletics Federations. Wśród kobiet, pierwszy raz w historii imprezy, startowała reprezentacja Polski.

## Końcowe rezultaty
| Miejsce | Mężczyźni                    | Kobiety                       |
| ------- | ---------------------------- | ----------------------------- |
| 1.      | Europa – 140 pkt             | Rosja – 137 pkt               |
| 2.      | Stany Zjednoczone – 136 pkt  | Europa – 128 pkt              |
| 3.      | Afryka – 116 pkt             | Ameryka – 117 pkt             |
| 4.      | Azja – 110 pkt               | Stany Zjednoczone – 101,5 pkt |
| 5.      | Ameryka – 104 pkt            | Polska – 97 pkt               |
| 6.      | Rosja – 89 pkt               | Afryka – 96,5 pkt             |
| 7.      | Francja – 79 pkt             | Azja – 85,5 pkt               |
| 8.      | Australia i Oceania – 78 pkt | Australia i Oceania – 73 pkt  |
| 9.      | Grecja – 44 pkt              | Grecja – 60,5 pkt             |